# Robert Mugabe
Robert Gabriel Mugabe, zimbabvejski politik in predsednik Zimbabveja, * 21. februar 1924, † 6. september 2019, Singapur.
Zunanji minister Zimbabveja je bil od leta 1980 do leta 1987, predsednik Zimbabveja pa od leta 1987 do leta 2017. Od leta 1975 do 1980 je bil tudi vodja Afriške nacionalne unije Zimbabveja (ZANU) in od leta 1980 do 2017 je vodil njeno naslednjo politično stranko ZANU – Patriotska fronta (ZANU–PF). Mugabe je bil afriški nacionalist v sedemdesetih letih, v osemdesetih letih 20. stoletja pa se je opredelil kot marksizmo-leninist, v devetdesetih pa kot socialist. 
Mugabe se je rodil revni družini Shona v Kutami v Južni Rodeziji. Po izobraževanju na kolidžu Kutama in univerzi Fort Hare je delal kot šolski učitelj v Južni Rodeziji, Severni Rodeziji in Gani. Bil je jezen zaradi vladanja bele manjšine v svoji domovini znotraj britanskega imperija, zato je Mugabe sprejel komunistično ideologijo marksizem in se pridružil afriškim nacionalistom, ki so pozivali k neodvisni državi, ki bi jo nadzirala črnska večina. Po protivladnih komentarjih je bil obsojen zaradi upora in zaprt med letoma 1964 in 1974. Po izpustitvi je Mugabe pobegnil v Mozambik, kjer je vzpostavil svoje vodstvo ZANU in nadzoroval njegovo vlogo v rodezijski Bushevi vojni, v boju proti pretežno beli vladi Iana Smitha. Nerad je sodeloval v mirovnih pogajanjih v Združenem Kraljestvu, ki so privedli do sporazuma Lancaster House, s čimer je končal vojno. Na splošnih volitvah leta 1980 je Mugabe popeljal ZANU-PF do zmage in postal premier, ko je država, ki je bila nato preimenovana v Zimbabve, pozneje istega leta pridobila mednarodno priznano neodvisnost. Mugabejeva administracija je razširila zdravstveno varstvo in izobraževanje in se je – kljub njegovi trditvi, da je želel popeljati družbo v socializem – večinoma držala glavne, konzervativne ekonomske politike.
Mugabejevi pozivi k rasni spravi niso uspeli zaustaviti naraščajoče bele migracije, poslabšali pa so se tudi odnosi z Zimbabvejsko afriško ljudsko zvezo (ZAPU) Joshue Nkoma. V Gukurahundiju v letih 1982–1987 je Mugabejeva peta brigada uničila opozicijo, povezano z ZAPU, v Matabelelandu v kampanji, v kateri je bilo ubitih okrog 10.000 ljudi, večinoma civilistov Ndebele. Na mednarodni ravni je poslal vojake v drugo vojno v Kongu in predsedoval Gibanju neuvrščenih (1986–89), Organizaciji afriške enotnosti (1997–98) in Afriški uniji (2015–16). Pri prizadevanju za dekolonizacijo je Mugabe poudaril prerazporeditev zemlje, ki so jo nadzirali beli kmetje, na črnce brez zemlje, sprva na podlagi "voljni prodajalec-voljni kupec". Ker je bil razočaran nad počasno prerazporeditvijo, je od leta 2000 spodbujal temnopolte Zimbabvejce, da so nasilno zasegli kmetijska zemljišča v lasti belcev. Proizvodnja hrane je bila močno prizadeta, kar je povzročilo lakoto, gospodarski upad in tuje sankcije. Nasprotovanje Mugabeju je močno naraslo, vendar je bil leta 2002, 2008 in 2013 ponovno izvoljen s kampanjami, v katerih so prevladovali veliko nasilje, volilne goljufije in nacionalistični pozivi na njegovo podeželsko volilno bazo Shona. Leta 2017 so ga člani njegove stranke z državnim udarom odstranili z mesta položaja predsednika in zamenjali z nekdanjim podpredsednikom Emmersonom Mnangagvo. 
Mugabe, ki je prevladoval v politiki Zimbabveja skoraj štiri desetletja, je bil kontroverzna osebnost. Pohvalili so ga kot revolucionarnega junaka afriškega osvobodilnega boja, ki je pomagal osvoboditi Zimbabve pred britanskim kolonializmom, imperializmom in vladavino bele manjšine. Kritiki so Mugabeja označili za diktatorja, ki je odgovoren za gospodarsko slabo upravljanje in razširjeno korupcijo ter kršitve človekovih pravic, vključno z rasizmom proti belcem in številnimi zločini proti človeštvu.   

## Življenjepis
Mugabe se je rodil v okrožju Zvimba in je odraščal v misijonu Kutama, severozahodno od današnjega glavnega mesta Harare (takrat Salisbury v Južni Rodeziji). Obiskoval je jezuitske šole, študij, ki ga je dokončal leta 1951, pa je nadaljeval v Južnoafriški republiki. Tam je diplomiral iz angleške zgodovine ter kasneje dopisno še iz ekonomije, na londonski univerzi. Med letoma 1958 in 1960 je poučeval v Akri, glavnem mestu Gane, v Južno Rodezijo pa se je vrnil leta 1960 še vedno pod vplivom marksističnih idej, ki jih je pridobil v času študija in kasneje med delom v Gani.

### Začetki politične kariere
Po vrnitvi v domovino se je pridružil Nacionalno demokratski stranki Joshue Nkoma, ki se je kasneje preimenovala v Zimbabvejsko unijo afriških ljudstev (Zimbabwe African Peoples Union - ZAPU). Zaradi prepovedi delovanja stranke s strani takratne južnorodezijske vlade se je leta 1963 pridružil rivalski stranki Zimbabvejski afriški nacionalni stranki (Zimbabwe African National Union - ZANU), kjer je kmalu prišel na mesto generalnega sekretarja stranke.
Leta 1964 je bil skupaj z Joshuo Ngomom in Edsonom Zvogbom zaprt in obsojen na deset let zapora. Po izpustitvi, leta 1974, se je umaknil v sosednji Mozambik od koder je vodil vojsko stranke, Zimbabvejsko afriško ljudsko osvobodilno vojsko, ki jo je financirala komunistična Ljudska republika Kitajska. Ta vojska je izvajala akcije proti kolonialnim britanskim silam na območju Južne Rodezije in poskušala doseči neodvisnost.
Leta 1978 je pod pritiskom mednarodne skupnosti, na čelu s Henryjem Kissingerjem, britanska stran morala popustiti in povabiti predstavnike črnske večine v sodelovanje pri vodenju države do prvih svobodnih volitev v tej državi. Na volitvah, ki so sledile je zmagala stranka Združeni afriški nacionalni svet, ki jo je vodil škof Abel Muzorewa. Kljub tej zmagi črnske stranke pa Mugabe in Nkoma nista hotela priznati legitimnosti te vlade in sta nadaljevala z vojno, zaradi česar Zimbabve tudi ni postal mednarodno priznana samostojna država.
Premirje je bilo sklenjeno leta 1979 in Mugabe se je skupaj z ostalimi voditelji stranke vrnil v domovino. Na pogovorih so se dogovorili za novo ustavo in določili datum za nove volitve, ki naj bi bile februarja 1980. Hkrati je moral Mugabe prepustiti 20 sedežev v parlamentu belski manjšini.
Stranka ZANU je na volitvah dobila kar 57 od 80 sedežev v parlamentu, kar je pomenilo, da je opozicija dobila le tri predstavnike, saj je bilo 20 sedežev rezerviranih za Rodezijsko fronto, belsko stranko. 4. marca 1980 je Robert Mugabe postal ministrski predsednik. Vladna koalicija strank ZANU in ZAPU je tako povsem obvladovala politično prizorišče in dosegla mednarodno priznanje države Zimbabve.
Nesoglasja v koaliciji pa so leta 1983 privedla do državljanske vojne, ki je trajala do leta 1987. Iz nje je Mugabe izšel kot zmagovalec. Ukinil je mesto ministrskega predsednika in se imenoval za predsednika Zimbabveja.

### Predsednik
Robert Mugabe je tako postal prvi predsednik Zimbabveja po njegovi uradni osamosvojitvi od Združenega kraljestva, leta 1980. Na začetku priljubljeni in splošno priznani voditelj pa je postopoma uvajal vse bolj diktatorski režim. Začel je izvajati program »redistribucije zemlje«, ki je pripeljal do preganjanja in fizičnega odstranjevanja belih lastnikov z njihovih posestev, podobna usoda pa je doletela tudi črnske veleposestnike.
Mugabe ni dopuščal nikakršnih nasprotovanj svojemu režimu, preganjal je neodvisne medije ter glavno opozicijsko skupino Gibanje za demokratične spremembe. Vodja gibanja, Morgan Tsvangirai, je bil pred leti aretiran in obsojen zaradi organiziranja protestov proti predsedniku.
Mugabe je leta 2005 doživel srčni napad, zaradi česar so se začele pojavljati špekulacije, kdo ga bo zamenjal na položaju predsednika. Ko je novembra 2017 odstavil svojega podpredsednika, je vojska v soglasju z le-tem izvedla nekakšen državni prevrat in ga najprej spravila v "hišni pripor", po množičnih demonstracijah, ki so sledile, pa ga je večina v vladajoči stanki 21.11.2017 prisilila k odstopu.